# TRAPPIST-1d
TRAPPIST-1d es un planeta extrasolar que forma parte de un sistema planetario formado por al menos siete planetas. Orbita la estrella enana ultrafría denominada TRAPPIST-1 aproximadamente a 39 años luz en la constelación de acuario. Fue descubierto en el año 2016 por el telescopio TRAPPIST por medio de tránsito astronómico.